# Daniel Peretz
Daniel Peretz (Tel Aviv, 10 de julio de 2000) es un futbolista israelí que juega en la demarcación de portero para el Hamburgo S. V. de la Bundesliga.

## Selección nacional
Tras jugar en las categorías inferiores de la selección, finalmente hizo su debut con la selección de fútbol de Israel en un partido amistoso contra Chipre que finalizó con un resultado de 2-3 a favor del combinado chipriota tras los goles de Oscar Gloukh y Tai Baribo para el combinado israelí, y de Haralampos Haralampous, Ioannis Pittas y Mihalis Ioannou para Chipre.

## Clubes
| Club                             | País     | Año       | Partidos | Goles |
| -------------------------------- | -------- | --------- | -------- | ----- |
| Maccabi Tel Aviv                 | Israel   | 2019-2023 | 71       | 0     |
| Beitar Tel Aviv Bat Yam (cedido) | Israel   | 2019-2020 | 32       | 2     |
| Bayern de Múnich                 | Alemania | 2023-2025 | 7        | 0     |
| Hamburgo S. V. (cedido)          | Alemania | 2025-     |          |       |

## Palmarés

### Títulos nacionales
| Título     | Club             | País     | Año  |
| ---------- | ---------------- | -------- | ---- |
| Bundesliga | Bayern de Múnich | Alemania | 2025 |